# استيلاء النخبة (السياسة)
استيلاء النخبة هو شكل من أشكال الفساد وهو حشد الموارد العامة لصالح عدد قليل من الأفراد ذوي المكانة الاجتماعية المتفوقة مما يضر بمعيشة أكبر عدد من السكان. النخب عبارة عن مجموعات من الأفراد الذين يتمتعون بسلطة اتخاذ القرار في الشأن العام بسبب عوامل مثل الطبقة الاجتماعية أو ملكية الأموال أو الانتماءات أو السلطة السياسية أو التمييز التاريخي بين المجموعات الاجتماعية أو الوضع الاقتصادي. يرتبط استيلاء النخبة بالتنظيم أو التخصيص غير الفعال للموارد لأنه يتسبب في توزيع متحيز لمصلحة عامة مما يؤدي إلى وضع تعاني فيه شرائح معينة من السكان من صعوبة الوصول إلى هذه السلع العامة.